# فريدريك بي. وليامز
فريدريك بي. وليامز (بالإنجليزية: Frederick B. Williams)‏ هو كنسي جنوب أفريقي، ولد في 23 أبريل 1939، وتوفي في 4 أبريل 2006.